# HMS Skanör (V01)
HMS Skanör (V01) var en svensk motortorpedbåt med nummer (T42) men som byggdes om till vedettbåt år 1976 och fick då namnet Skanör. Hon byggdes av Kockums och togs i bruk år 1956.